# Кіт Робертс
Кіт Джон Кінгстон Робертс (англ. Keith John Kingston Roberts; нар. 20 вересня 1935 — пом. 5 жовтня 2000) — англійський письменник-фантаст та художник. Також відомий своїми історичними творами.

## Життєпис
Народився у місті Кеттерінг, графство Нортгемптоншир, Англія. Навчався у Нортгемптонській школі мистецтва (англ. Northampton School of Art and) і отримав диплом в області дизайну в 1956 році. Після цього навчався у Лестерському коледжі мистецтва (англ. Leicester College of Art) у 1956—1957 роках. Отримавши кваліфікацію ілюстратора, Робертс працював художником фонів у анімаційній студії. У 1960-ті роки зацікавився написанням творів у жанрі наукової фантастики та створенні ілюстрацій. Використовував у цей час псевдоніми: Алістар Беван (англ. Alistair Bevan), Джон Кінгстон (англ. John Kingston) та Девід Стрінгер (англ. David Stringer).
Почав публікуватися у вересні 1964 року у журналі Science Fantasy. Першими опублікованими його творами були два оповідання: «Аніта» (англ. «Anita»; перша у серії оповідань про сучасну відьму-підлітка і її ексцентричну бабусю) і «Ескапізм» (англ. «Escapism»).
Декілька його ранніх оповідань були написані під псевдонімом Алістер Беван (англ. Alistair Bevan). Його другий роман, Павана (англ. Pavane), який є зібранням пов'язаних оповідань, може бути найвідомішою його роботою: роман у жанрі альтернативної історії, у якому римо-католицька церква захоплює владу в Англії після вбивства королеви Єлизавета I.
Робертс написав багато романів і оповідань, а також працював ілюстратором. Його внесок художника включає створення обкладинок і внутрішнє оформлення для журналів New Worlds і Science Fantasy (пізніше перейменований на Impulse). Він також виконував функції редактора для останніх декількох випусків журналу Impulse, хоча номінальним редактором був Гаррі Гаррісон.
Наприкінці життя жив у Солсбері. У 1990 році у нього був діагностований розсіяний склероз і він помер від ускладнень цього захворювання у жовтні 2000 року. У некрологах його згадували як талановитого, але особисто «складного» автора, який мав розбіжності у поглядах з видавцями, редакторами та колегами.

## Особисте життя
Робертс вважав себе консерватором і антикомуністом.

## Згадки
Перший роман Робертса, Фурії (англ. The Furies), з'являвся в американському телевізійному серіалі Кістки, у третьому епізоді («Death in the Saddle») третього сезону (9 жовтня 2007).

### Романи
- Фурії (грец. The Furies, 1966) — традиційний британський роман-катастрофа
- Павана (англ. Pavane, 1968) — фантастичний роман, спочатку опублікований як цикл пов'язаних оповідань
- Аніта (англ. Anita, 1970) — фантастичний роман, спочатку опублікований як цикл пов'язаних оповідань
- Внутрішнє колесо (англ. The Inner Wheel, 1970) — фантастичний роман, спочатку опублікований як цикл пов'язаних оповідань
- Човен долі (англ. The Boat of Fate, 1971) — історичний роман про Британію наприкінці могутності Римської імперії
- Крейдяні гіганти (англ. The Chalk Giants, 1974) — фантастичний роман, спочатку опублікований як цикл пов'язаних оповідань
- Моллі нуль (англ. Molly Zero, 1980) — фантастичний роман, спочатку опублікований як цикл пов'язаних оповідань про антиутопічне майбутнє
- Світ повітряних зміїв (англ. Kiteworld, 1985) — фантастичний роман, спочатку опублікований як цикл пов'язаних оповідань
- Каеті і компанія (англ. Kaeti & Company, 1986) — цикл пов'язаних фантастичних оповідань
- Ґраїнна (англ. Gráinne, 1987) —
- Дорога до раю (англ. The Road to Paradise, 1989) — трилер без фантастичних елементів
- Каеті у подорожі (англ. Kaeti on Tour, 1992) — пов'язані фантастичні оповідання
- Дрек Ярмен (англ. Drek Yarman, 2000) — збірка романів, які видавалися у періодичному виданні Spectrum SF[en][12]

### Зібрання
- Машини і люди (англ. Machines and Men, 1973)
  - «Ескапізм» (англ. «Escapism», 1964)
  - «Терапія 2000» (англ. «Therapy 2000», 1969)
  - «Manscarer» (1966)
  - «Канарка Боутлера» (англ. «Boulter's Canaries», 1965)
  - «Sub-Lim» (1965)
  - «Synth» (1966)
  - «Глибини» (англ. «The Deeps», 1966)
  - «Аварія» (англ. «Breakdown», 1966)
  - «Темп, який вбиває» (англ. «The Pace That Kills», 1966)
  - «Маніпуляція» (англ. «Manipulation», 1965)
- Зернові королі (англ. The Grain Kings, 1976)
  - «Святий Вечір» (нім. «Weihnachtsabend», 1972)
  - «Білий човен» (англ. «The White Boat», 1966)
  - «Переправа драконів» (англ. «The Passing of the Dragons», 1972)
  - «Дерево Трасті» (англ. «The Trustie Tree», 1973)
  - «Озеро Туонела» (англ. «The Lake of Tuonela», 1973)
  - «Зернові королі» (англ. «The Grain Kings», 1972)
  - «Я втратив Медею» (англ. «I Lose Medea», 1972)
- Переправа драконів (англ. The Passing of the Dragons, 1977) — вибрані оповідання із зібрань Машини і люди (англ. Machines and Men) і Зернові королі (англ. The Grain Kings)
- Дами з пекла (англ. Ladies from Hell, 1979)
  - «Мадонна відчаю» (англ. «Our Lady of Desperation», 1979)
  - «Халупа на Great Cross Halt» (англ. «The Shack at Great Cross Halt», 1977)
  - «Міністерство дітей» (англ. «The Ministry of Children», 1975)
  - «Великі шанувальники» (англ. «The Big Fans», 1977)
  - «Missa Privata» (1976)
- Господні (англ. The Lordly Ones, 1986)
  - «Господні» (англ. «The Lordly Ones», 1980)
  - «Аріадна Поттс» (англ. «Ariadne Potts», 1978)
  - «Sphairistike» (1984)
  - «Перевірка» (англ. «The Checkout», 1981)
  - «Станція Комфорт» (англ. «The Comfort Station», 1980)
  - «Замок на кільці» (англ. «The Castle on the Hoop», 1986)
  - «Діва» (англ. «Diva», 1986)
- Чапля, яка потрапила у бур'яни (англ. A Heron Caught in Weeds, 1987) — зібрання віршів за редакцією Джима Годдарда
- Вінтервуд і інші привиди (англ. Winterwood and Other Hauntings, 1989) — зібрання оповідань про привиди з передмовою Роберта Голдстока[en]
  - «Сьюзен» (англ. «Susan», 1965)
  - «Червона пані» (англ. «The Scarlet Lady», 1966)
  - «Східні вікна» (англ. «The Eastern Windows», 1967)
  - «Вінтервуд» (англ. «Winterwood», 1974)
  - «Місіс Кіббер» (англ. «Mrs. Cibber», 1989)
  - «Принцеса-змія» (англ. «The Snake Princess», 1973)
  - «Усе в саду» (англ. «Everything in the Garden», 1973)

### Інше
- Природна історія про П. Г. (англ. The Natural History of the P.H., 1988) — коротке есе про «Примітивну героїню»
- Ірландські зустрічі: Коротка подорож (англ. Irish Encounters: A Short Travel, 1989) — есе про подорож до Ірландії у 1978 році
- Лемаді: Епізоди з життя письменника (англ. Lemady: Episodes of a Writer's Life, 1997) — автобіографія з елементами вигадки

## Нагороди та номінації

### Нагороди
- Премія Британської науково-фантастичної асоціації 1982 — Фантастичне оповідання: «Kitemaster» (Interzone, весна 1982)[13]
- Премія Британської науково-фантастичної асоціації 1986 — Фантастичне оповідання: «Kaeti and the Hangman» (Kaeti & Company)[13]
- Премія Британської науково-фантастичної асоціації 1986 — Художник: Кіт Робертс[13]
- Премія Британської науково-фантастичної асоціації 1987 — Роман: Gráinne[13]

### Номінації
- Неб'юла 1971 — Найкраща повість: «Будинок Бога» (New Worlds Quarterly № 1, 1971)[14]
- Премія Британської асоціації наукової фантастики за найкращий роман 1980 — Роман: Моллі нуль[15]
- Г'юго 1981 — Найкраща повість: «The Lordly Ones» (Fantasy & Science Fiction, березень 1980)[16]
- Премія Британської асоціації наукової фантастики за найкращий роман 1985 — Роман: Світ повітряних зміїв[17]
- Меморіальна премія імені Джона Кемпбелла 1986 (Спільне третє місце): Kiteworld[18]
- Неб'юла 1987 — Найкраща повість: «The Tiger Sweater» (Fantasy & Science Fiction, жовтень 1987)[14]
- Премія Артура Кларка 1988: Ґраїнна[19]